# Hans Müller (Politiker, 1891)
Hans Müller (* 4. Oktober 1891 in Hasle bei Burgdorf; † 5. Dezember 1988 in Grosshöchstetten) war ein Schweizer Agrarpolitiker, Agrarwissenschaftler und Wegbereiter der ökologischen Landwirtschaft.

## Leben
Hans Müller wuchs mit sechs Geschwistern auf einem Emmentaler Bauernhof auf. Er besuchte das Lehrerseminar Bern-Hofwil, war als Primarlehrer in Vielbringen tätig, bevor er sich zum Sekundar- und später zum 1922 Gymnasiallehrer ausbilden liess. Von 1915 bis 1927 unterrichtete er als Sekundarlehrer in Grosshöchstetten und schloss 1921 als Dr. phil. nat. an der Universität Bern ab.
1923 war er Mitgründer und erster Sekretär des Schweizerischen Verband abstinenter Bauern. Um 1927 gründete er die schweizerische Jungbauernbewegung (auch: Schweizerische Bauernheimatbewegung), die er in der Folge auch führte. Müller war Mitglied der Bauern-, Gewerbe- und Bürgerpartei (BGB) und vertrat vor allem die Interessen der kleinbäuerlichen Landwirtschaft, davon 1928 bis 1947 als Schweizer Nationalrat. Mit möglichst geschlossenen Betriebskreisläufen und qualitativ hochwertigen landwirtschaftlichen Erzeugnissen wollte er die Existenz der Bauern sichern, die sich Anfang des 20. Jahrhunderts durch die industrielle Landwirtschaft bedroht sahen.

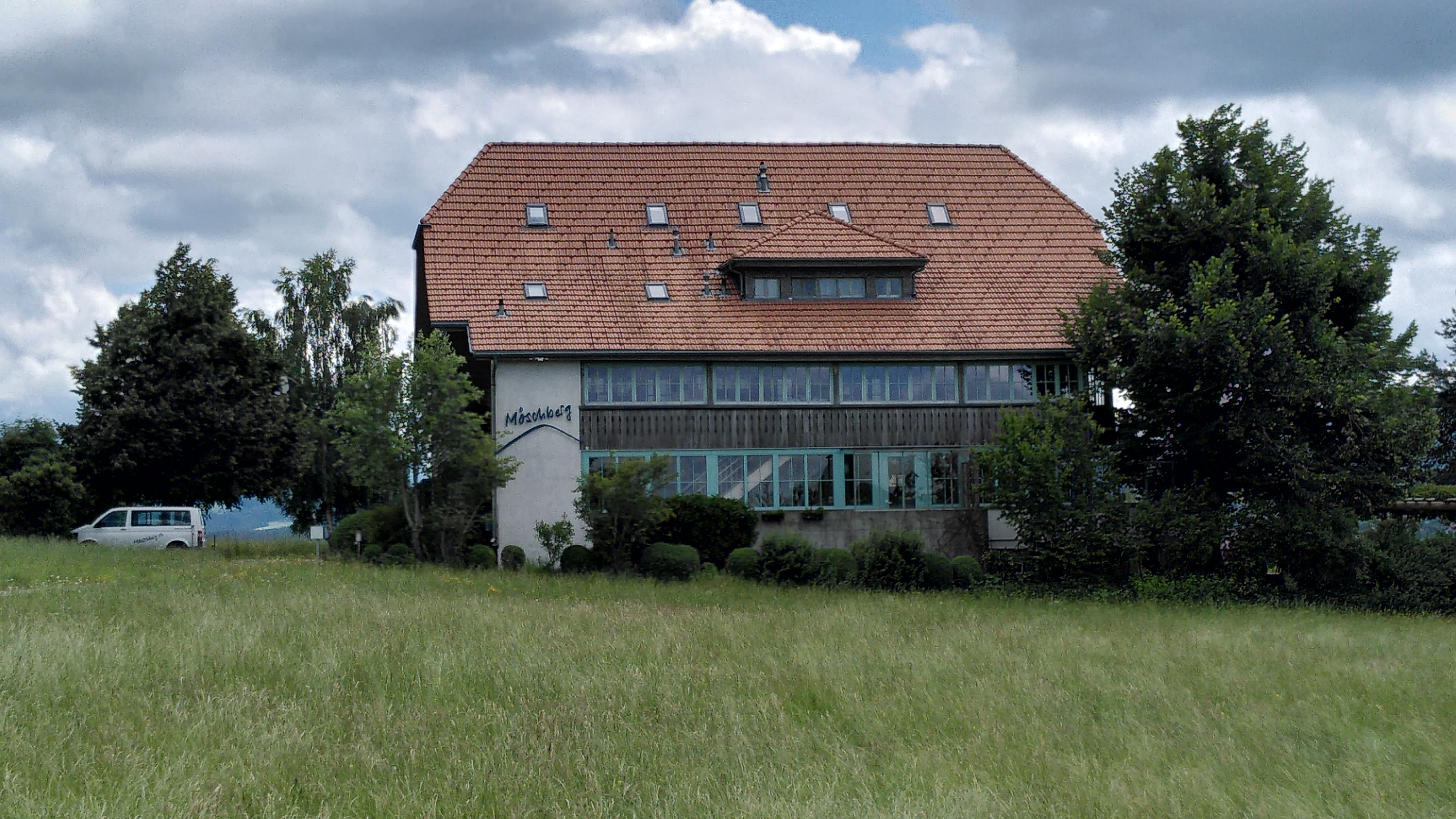
Seminarhaus Möschberg (2021)

1932 eröffnete die Bauernheimatbewegung auf dem Möschberg oberhalb von Grosshöchstetten die Bauernheimatschule. Wegen seiner radikalen Forderungen im Bereich des Bodenrechts und der Unterstützung der Kriseninitiative der SP und der Gewerkschaften kam es 1935 zum Bruch Müllers mit der BGB und zur Abspaltung der Bauernheimatbewegung. 1937 wurde er ins Präsidium der Richtlinienbewegung gewählt. Durch die stärkere Einbindung der SP in die kantonale und nationale Politik wurde Müller in seiner Oppositionsrolle zunehmend isoliert. Wegen seines autoritären Führungsstils und der Propagierung einer neuen Politik nach dem Zusammenbruch Frankreichs 1940 zog er den Vorwurf der Nazifreundlichkeit auf sich.
Gemeinsam mit seiner Frau Maria Müller-Bigler und dem Bakteriologen Hans Peter Rusch entwickelte Müller in den 1940er und 1950er Jahren die Grundlagen des organisch-biologischen Landbaus und wurde so zu einem Wegbereiter für die ökologische Landwirtschaft in den deutschsprachigen Ländern und speziell für den heute (neben Demeter) führenden Anbauverband Bioland.
1946 gründete Müller die Zeitschrift „Kultur und Politik“, die Artikel zu verschiedenen Aspekten des Landbaus und zu gesellschaftlichen Fragen veröffentlichte.